# Muzo (ort)
Muzo är en ort i Colombia.   Den ligger i departementet Boyacá, i den centrala delen av landet, 100 km norr om huvudstaden Bogotá. Muzo ligger 770 meter över havet och antalet invånare är 7 977.
Terrängen runt Muzo är kuperad söderut, men norrut är den bergig. Runt Muzo är det ganska glesbefolkat, med 36 invånare per kvadratkilometer. Muzo är det största samhället i trakten. I omgivningarna runt Muzo växer i huvudsak städsegrön lövskog.